# Bennet Cerf
Bennet Alfred Cerf (25 de Maio de 1898 - 27 de Agosto de 1971) foi um editor e co-fundador da Random House.